# 马毓泉
马毓泉（1916年2月21日—2008年8月6日），中国江苏省苏州市人，著名植物分类学家。

## 生平
马毓泉1935年考入北京师范大学生物系，次年转入北京大学生物系学习。抗战爆发后，马毓泉投笔从戎，于1938年春考入黄埔军校第15期，毕业后分配到71军36师参谋处服役。
1943年，马毓泉在其老师张景钺的劝说下返校复学，进入西南联合大学生物系三年级继续学习。1945年毕业留校任教兵攻读研究生。1950年，马毓泉晋升为讲师，并担任中国植物学会秘书长。
1957年，马毓泉响应支边号召，跟随著名植物学家李继侗，赴内蒙古大学任教。在内蒙古大学期间，马毓泉主持编写了《内蒙古植物志》等著作，并为肉苁蓉等植物确定了学名。
2008年8月6日，马毓泉病逝于呼和浩特。